# HMS Achates (1929)
HMS Achates (Корабль Его Величества «Ахатес») — британский эскадренный миноносец типа A, участвовавший во Второй мировой войне. Затонул в ходе боя в Баренцевом море. Бортовой номер корабля: 526.

## История службы

### Строительство корабля
Заказ на строительство корабля поступил 6 марта 1928 года. Эсминец был заложен на верфи компании «Джон Браун энд Компани» в Клайдбанке 11 сентября 1928 года. Спущен на воду 4 октября 1929 года, в строй введён 27 марта 1930 года. Девиз корабля: «Fidus Achates» (с лат. — «Верный Ахат»).

### Боевое крещение:сражение в Датском проливе
В мае 1941 года в разгар битвы за Атлантику британский флот начал охоту за линкором «Бисмарк». Эсминец «Ахатес» получил приказ перебраться на базу в Скапа-Флоу на Оркнейских островах, чтобы подготовиться к встрече с немцами. 22 мая после полуночи «Ахатес» вышел вместе с эсминцами «Электра», «Антелоуп», «Энтони», «Эхо» и «Икарус» за линейным крейсером «Худ» и линкором «Принц Уэльский», чтобы перекрыть немцам пути к северу от Исландии. По пути планировалась дозаправка в Хвальфьорде и выход в Датский пролив.
Вечером 23 мая ухудшились погодные условия, и в 20:55 адмирал Ланселот Холланд с борта «Худа» отправил эсминцам сигнал с приказом повысить скорость, в противном случае линейному крейсеру пришлось бы продолжать погоню без поддержки эсминцев. В 2:15 уже 24 мая эсминцы получили приказ продвигаться на север, в 5:35 немцы были обнаружены «Худом», и в 5:52 был открыт огонь. В 6:01 «Худ» получил критическое попадание, разломился на две части и затонул.
Эсминцы находились в этот момент в 97 км от места крушения. «Электра» немедленно направилась к месту катастрофы, однако прибыла только через два часа после изменения курса: было найдено только три выживших человека, взятых на борт эсминца. «Икарус» и «Энтони» сумели найти только немногочисленные обломки судна и уцелевшие судовые документы.

### Рейд на Киркенесиоперация «Торч»
В июле 1941 года «Ахатес» стал участником первой военной операции британских войск по оказанию помощи Советскому Союзу в войне с Германией: британская авиация совершила авианалёт на немецко-финские силы в Петсамо и Киркенесе. В результате операции «Ахатес» натолкнулся на мины и был серьёзно повреждён, однако сумел добраться своими силами до порта, где был отремонтирован.
8 ноября 1942 во время операции «Торч» эсминец «Ахатес» отплывал из алжирского города Оран и по пути столкнулся с французской вишистской субмариной «Аргонавт». По свидетельствам очевидцев, после сброса бомб в район возможного местоположения подводной лодки на поверхности воды появилось огромное масляное пятно и множество воздушных пузырей, а также обломки. Однако британский флот не убедился в гибели «Аргонавта», и эсминцу «Уэсткотт» пришлось провести контрольный сброс бомб, чтобы подтвердить гибель вишистской субмарины.

### Бой в Баренцевом мореи гибель эсминца
31 декабря 1942 года «Ахатес» сопровождал конвой JW-51B, шедший в Мурманск. Немецкие силы в составе тяжёлого крейсера «Адмирал Хиппер», карманного линкора «Лютцов» и шести эсминцев приняли решение перехватить и уничтожить конвой. Несмотря на долгий и упорный обстрел конвоя, британцы сумели отбить атаку немцев.
В 11:15 «Ахатес» начал выпускать дымовые шашки, чтобы защитить конвой, однако в этот же момент снаряд с «Хиппера» угодил прямо в эсминец. Были убиты командир эсминца лейтенант-командер Джонс и 40 матросов. Командование принял первый лейтенант Л. Э. Пейтон-Джонс, который продолжил выполнение операции, несмотря на обстрел. В 13:30 тяжело повреждённый корабль затонул в 135 морских милях к востоко-юго-востоку от Медвежьего острова: 113 человек погибли, 81 человек был спасён.
В знак мести за потопленный «Ахатес» лёгкий крейсер «Шеффилд» сумел нанести повреждения «Хипперу» и даже потопил немецкий эсминец Z-16 «Фридрих Экольдт».